# Малх Філадельфійський
Малх Філадельфійський (грец. Μάλχος, лат. Malchus) — візантійський історик V сторіччя.
Народився у Філадельфії Палестинській. В Константинополі заробляв на життя софістикою. Автор твору «Події, або ж Візантіака» (грец. Βυζαντιακά), який охоплює події 474—480 років. Одним з перших використав термін «візантійський» щодо Східної Римської імперії.